# Gabe Logan
 (août 2025).
Motif : protagoniste n'apparaissant que dans la série Syphon Filter. Pertinence d'un article à part entière non démontrée
- Archive Wikiwix
- Bing
- Cairn
- DuckDuckGo
- E. Universalis
- Gallica
- Google
- G. Books
- G. News
- G. Scholar
- Persée
- Qwant
- (zh) Baidu
- (ru) Yandex
- (wd) trouver des œuvres sur Wikidata

| 1. | Préciser le motif de la pose du bandeau. | Précisez le motif de la pose du bandeau en utilisant la syntaxe suivante : {{admissibilité à vérifier\|date=août 2025\|motif=remplacez ce texte par le motif}}                  |
| 2. | Informer les utilisateurs concernés.     | Pensez à avertir le créateur de l'article, par exemple, en insérant le code ci-dessous sur sa page de discussion : {{subst:avertissement admissibilité à vérifier\|Gabe Logan}} |

Gabe Logan, de son vrai nom Gabriel Logan, est le héros principal de la série de jeux vidéo Syphon Filter, développé par Sony Computer Entertainment.
« Gabe Logan » est une marque déposée par Sony Computer Entertainment.

## Description
Gabriel Logan commence sa carrière militaire en 1987 et se distingue rapidement. Il reçoit la médaille de la Silver Star en 1989, ainsi que la Citation présidentielle pour le courage dont il fait preuve durant la guerre du Golfe. Parallèlement, il est recruté par l'escouade des opérations spéciales de l'Armée de 1987 à 1992. Il est également envoyé en Afghanistan en 1987, opération durant laquelle il rencontre l'agente chinoise Lian Xing dont il sauve la vie. Enfin, en 1993, son service exceptionnel lui vaut d'être recruté par l'Agence, une organisation secrète chargée des opérations les plus délicates, dont il devient l'un des meilleurs agents.
En 1999, alors qu'il enquêtait avec Xing depuis plusieurs années déjà sur les activités illégales d'un groupe terroriste dirigé par Erich Rhoemer, il découvre l'existence d'une arme bactériologique génétiquement programmale pour éliminer des cibles précises. Logan se lance alors dans une chasse à l'homme épique qui lui fait remonter la filière de l'organisation de Rhoemer. C'est avec stupeur qu'il découvre ainsi l'implication de sa propre agence qui, en tentant de contrôler Rhoemer, veut récupérer le virus pour elle-même. Mais Rhoemer a son propre agenda et décide d'agir par lui-même. Logan déjoue in-extremis ses plans en stoppant le lancement de son missile nucléaire.
Xing ayant été infectée par le virus, Logan se réfugie chez Lawrence Mujari avec l'aide de Teresa Lipan, et part à la recherche du vaccin qui pourrait la sauver. Il découvre ainsi que l'Agence possède un laboratoire secret caché dans les souterrains de New York dans lequel il parvient à s'infiltrer. Il parvient à récupérer le vaccin et à mettre un terme aux activités de l'Agence en éliminant son chef Lyle Stevens. Alors qu'il tente de prendre la fuite, il tombe face à face avec son ami Jason Chance, qui est en réalité au service de l'Agence. Après un combat déchirant, Logan l'élimine et revient à temps pour sauver Lian.
Logan est par la suite convoqué devant un comité sénatorial présidé par Vince Hadden afin de répondre à des accusations de complot et de trafic d'armes. Avec la complicité de Teresa Lipan, que tous croyaient morte, Logan étale au grand jour les plans sombres de Hadden qui tiraient en réalité les ficelles de l'affaire Syphon Filter.
Appuyé par le Président Warren H. Pierce, Logan fonde l'IPCA dont il prend la direction. Aidé de ses collègues, il met finalement un terme à l'affaire Syphon Filter en démasquant l'homme derrière tout le complot, le millionnaire Mihai Niculescu.
Avec son Agence, Logan continue de servir son pays et à s'attaquer aux grands criminels en détruisant notamment les plans de l'organisation Red Section qui visait à s'approprier une nouvelle arme chimique. Au cours de cette opération, Logan retrouve Addison Hargrove de qui il a été amoureux et apprend qu'elle a une fille, Blake.

## Équipement
Gabe Logan possède :
- Un MB-150: l'arme principale de Gabe, pouvant tirer à la fois des balles de 6 mm et 3 types de flèchettes: électriques, explosives et à gaz.
- Un Mark 23SD: le pistolet à silencieux de base de Gabe.
- Un K-BAR: le poignard de Gabe, et le couteau de combat réglementaire des forces armés américaines.
- Un EDT: le taser que possède Gabe. Il délivre une puissante décharge électrique de 625 Kilovolts.
- Des jumelles de vision nocturne: permettent à Gabe de discerner des cibles dans l'obscurité.
- Des lunettes à infrarouges: grâce à ces lunettes, Gabe peut voir la signature thermique de cibles.
- Des LDE: les lunettes de détection électronique permettent à Gabe de détecter des dispositifs cachés.
- Un AIP: l'appareil d'illumination personnel est une source lumineuse qui permet à Gabe de fouiller un lieu sombre.
- Un CTR: le câble de traversée rapide permet à Gabe de franchir un précipice en s'accrochant à un câble ou une corde.

## Missions
Nous listons ici les différents lieux que visite Gabe Logan au cours de ses missions.

### Amérique du Nord
- États-Unis
  - Monts Kanuti, Alaska. Dans Syphon Filter: Dark Mirror, Gabe et Lian doivent infiltrer une raffinerie de KemSynth Petroleum située sur le pipeline de l'Alaska.
  - Monts Kanuti, Alaska. Dans Syphon Filter: Dark Mirror. Suite et fin de la mission dans la raffinerie de KemSynth Petroleum.

### Amérique du Sud
- Pérou
  - Iquitos, Pérou. Dans Syphon Filter: Dark Mirror, Gabe doit retrouver une ancienne collège de l'Agence, Addison Hargrove, qui assure la sécurité de KemSynth Botanicals.

### Europe
- Russie
  - Pravdinsk, Kaliningrad. Dans Syphon Filter: Dark Mirror, Gabe doit entrer dans le casino de Königsberg.
- Allemagne
  - Col de Zugspitz, Garmish, Allemagne. Dans Syphon Filter: Dark Mirror, Gabe doit protéger Addison Hargrove lors de l'échange de données qu'elle avait volé contre sa fille[pas clair].
- Finlande
  - Centre de recherche de l'AIT, Helsinki, Finlande. Dans Syphon Filter: Dark Mirror, Gabe infiltre le centre de recherche de l'AIT pour retrouver Blake et tuer Grant Morill ("Singularity").
- Géorgie
  - Prison de Tyorma, Géorgie. Dans Syphon Filter: Logan's Shadow, Gabe doit infiltrer cette ancienne prison militaire.
- Azerbaïdjan
  - Kuranca, Azerbaïdjan. Dans Syphon Filter: Logan's Shadow, Gabe doit trouver l'agent britannique Maggie Powers au milieu des forces spéciales russes.
- Bosnie-Herzégovine
  - Vogosca, Bosnie. Dans Syphon Filter: Dark Mirror, Gabe profite d'un assaut de l'ONU pour s'introduire dans l'enceinte d'une fabrique de munition nommée Tuzla Munitions.

### Afrique
- Somalie
  - USS Mt. St. Helens, littoral de la Somalie, Océan Indien. Dans Syphon Filter: Logan's Shadow, Gabe infiltre ce ravitailleur de la Navy car il a été capturé par des pirates somaliens.
  - Épave de l'USS Mt. St. Helens, littoral de la Somalie, Océan Indien. Dans Syphon Filter: Logan's Shadow, Gabe doit découvrir les secrets que l'épave cache encore.

### Moyen-Orient
- Syrie
  - Barrage de Nahr Al Khabur, Syrie. Dans Syphon Filter: Logan's Shadow, Gabe doit entrer dans cet immense complexe hostile.
  - Base d'Al-Jamil, désert Syrien, Syrie. Dans Syphon Filter: Logan's Shadow, Gabe infiltre la base du groupe extrémiste Al-Jamil reculée dans le désert Syrien.

### Asie
- Thaïlande
  - Bangkok, Thaïlande. Dans Syphon Filter: Dark Mirror, Gabe doit retrouver Lian qui a été capturée par Jimmy Zhou et tuer des pigeons infectés d'un virus. Mission bonus.

## Œuvres où le personnage apparaît

### Jeux vidéo
- Syphon Filter (1999)
- Syphon Filter 2 (2000)
- Syphon Filter 3 (2001)
- Syphon Filter: The Omega Strain (2004)
- Syphon Filter: Dark Mirror (2006)
- Syphon Filter: Logan's Shadow (2007)